# Kim Joo-young
Dans ce nom coréen, le nom de famille, Kim, précède le nom personnel.
Pour les articles homonymes, voir Kim.
Kim Ju-yeong (en hangeul : 김주영) est un écrivain sud-coréen connu pour ses romans historiques.

## Biographie
Kim Ju-yeong est né le 7 décembre 1939 à Cheongsong, dans la province de Gyeongsangbuk-do, pendant la période de l'occupation japonaise. Il a ainsi expérimenté durant son enfance la Libération (1945) puis la Guerre de Corée (1950 - 1953). Il a suivi des études d'écriture créative à l'université Sorabol.

## Œuvre
Il commence à se faire un nom en tant qu'écrivain avec la publication de À la chasse de l'été (Yeoreum sanyang) en 1970, ainsi qu'avec la publication de Une période de repos (Hyumyeon-gi) en 1971. Durant les années 1970, il concentre ses récits sur une critique de la modernisation radicale de la Corée du Sud. Il pointe du doigt notamment le snobisme naissant des classes dominantes et des personnes nouvellement installées en ville qu'il met en comparaison avec les personnes restées en campagne. Parmi les romans notables de cette époque, on compte L'esprit du diable (Angnyeong), L'apprentissage de voleur (Doduk gyeonseup), L'élevage de modèles (Mobeom sayuk).
C'est pourtant son récit épique L'aubergiste (Gaekju), une saga en 10 volumes détaillant la vie des marchands itinérants à la fin du XIXe siècle, qui va le rendre célèbre ; elle fut publiée entre juin 1979 et février 1983, dans le journal Seoul Shinmun. L'aubergiste est le fruit de recherches approfondies sur les coutumes, la langue, et les mentalités de l'époque. Ce travail offre notamment un remarquable point de vue sur l'industrialisation naissante de la Corée.
Après le succès de L'aubergiste, Kim poursuit l'écriture de romans historiques, le plus souvent publiés en plusieurs tomes. C'est le cas notamment pour Le boucher (Hwacheok, 1991), et Les codes du banditisme (Hwalbindo, 1987). Dans des récits comme Le rugissement de tonnerre (Cheondung sori, 1986) ou dans son récit traduit en français Le pêcheur ne cueille pas de roseaux (Gogijabineun galdaereul kkeokji anneunda, 1988), il revient, en marge de ses romans historiques, sur la période de son enfance.
En 1998, il remporte le Prix Daesan du roman pour Raie (Hong-eo).